# Phytodrymadusa quazvinensis
Phytodrymadusa quazvinensis är en insektsart som först beskrevs av Lucien Chopard 1921.  Phytodrymadusa quazvinensis ingår i släktet Phytodrymadusa och familjen vårtbitare. Inga underarter finns listade i Catalogue of Life.